# Chun In-soo
Chun In-soo (hangul 전인수, ur. 13 lipca 1965) – południowokoreański łucznik sportowy. Złoty medalista olimpijski z Seulu.
Startował w konkurencji łuków klasycznych. Zawody w 1988 były jego drugimi igrzyskami olimpijskimi, debiutował w 1984. Po złoto sięgnął w drużynie, tworzyli ją również Lee Han-sup i Park Sung-soo. Indywidualnie zajął czwarte miejsce. Zdobył cztery medale igrzysk azjatyckich w 1986, złoto w drużynie i trzy brązowe medale. 